# Выборы в Европейском союзе
В странах Европейского союза проводятся выборы как национального уровня, так и общеевропейские выборы в Европейский парламент.

## Выборы в национальные органы
Избирается парламент, в некоторых странах имеется верхняя палата парламента, которая или назначается (ФРГ), или избирается полностью (Польша), или частично (Франция). В Государствах с республиканской формой правления президент может избираться парламентом (ФРГ), народом (Франция), или если политические партии договорятся (парламентом), если нет (народом), в Ирландии.

### Местные выборы
В каждой стране есть избираемые представители местного самоуправления, в некоторых районах где избираются и региональные правительства.

## Выборы в Европейский парламент
Во всех странах Европейского союза проходят выборы членов Европейского парламента, как правило в четверг, пятницу, субботу, воскресенье второй недели июня каждые пять лет. До образования многомандатных округов в Великобритании несколько раз проводились довыборы на вакантные места в одномандатных округах.

### Избирательная система
Нет единой процедуры выборов евродепутатов, каждое государство вправе утвердить свою систему, которая должна соответствовать трем ограничениям:
- выборы должны проходить по пропорциональной избирательной системе;
- избирательные территории могут быть разделены, если это не повлияет на пропорциональный характер системы голосования;
- процентный барьер не должен превышать 5 %.

#### Германия
Существовавший до недавнего времени барьер в 5 % для партий, избираемых в Европейский парламент, был признан в 2011 году неконституционным.

### История

#### Недавние выборы
- 6-9 июня 2024 года - Выборы в 27 странах Евросоюза
- 23-26 мая 2019 года — Выборы в 28 странах Евросоюза (включая Великобританию)
- 22-25 мая 2014 года — Выборы в 28 странах Евросоюза
- 14 апреля 2013 года — Хорватия

#### 2009 год
- 4 июня 2009 года: Нидерланды и Великобритания;
- 5 июня 2009 года: Чехия и Ирландия;
- 6 июня 2009 года: Италия, Кипр, Латвия, Словения, Мальта;
- 7 июня 2009 года: остальные страны (Австрия, Бельгия, Болгария, Дания, Эстония, Финляндия, Франция, Германия, Греция, Венгрия, Литва, Люксембург, Польша, Португалия, Румыния, Словения, Испания, Швеция).

#### 1979—2007 годы
- ноябрь 2007 года — Румыния — выборы после вступления в ЕС
- май 2007 года — Болгария — выборы после вступления в ЕС
- 2004 год — ЕС 25 — шестые выборы в европарламент
- 1999 год — ЕС 15 — пятые выборы в европарламент
- 1996 год — Австрия — выборы в европарламент после вступления в ЕС
- 1996 год — Финляндия — выборы в европарламент после вступления в ЕС
- 1995 год — Швеция выборы в европарламент после вступления в ЕС
- 1994 год — ЕС 12 — четвёртые выборы в европарламент
- 1989 год — ЕС 12 — третьи выборы в европарламент
- 1987 год — Испания — выборы после вступления в ЕС
- 1987 год — Португалия — выборы после вступления в ЕС
- 1984 год — ЕС 10 — вторые выборы в европарламент
- 1981 год — Греция — выборы после вступления в ЕС
- 1979 год — ЕС 9 — первые выборы в европарламент